# リュウノヒゲモ
リュウノヒゲモ(Stuckenia pectinata)は、南極を除くすべての大陸の淡水や汽水で成長する汎存種の水生植物である。英語では、sago pondweedや'fennel pondweed、時にribbon weedという。

## 記載
完全に水面下にある水生植物で、浮葉や挺水葉は持たない。風媒花であり、種子は水に漂う。地下茎には、デンプンに富む塊根が形成される。塊根や植物体の一部からの栄養生殖か種子により増える。
細長い葉は、幅が2mm以下であり、平行な2本の管からなっている。特徴的な点は、葉の基部に付いた托葉が引っ張られると、葉舌と同様に、葉鞘とともに取れることである。果実は、長さ3-5mmである。

## 生態系
栄養のある塊根は、オオホシハジロを含む水鳥の重要な食糧となり、植物の分散に役立っている。
富栄養化に耐性があるため、運河等の水路の害草となっている。

## ギャラリー

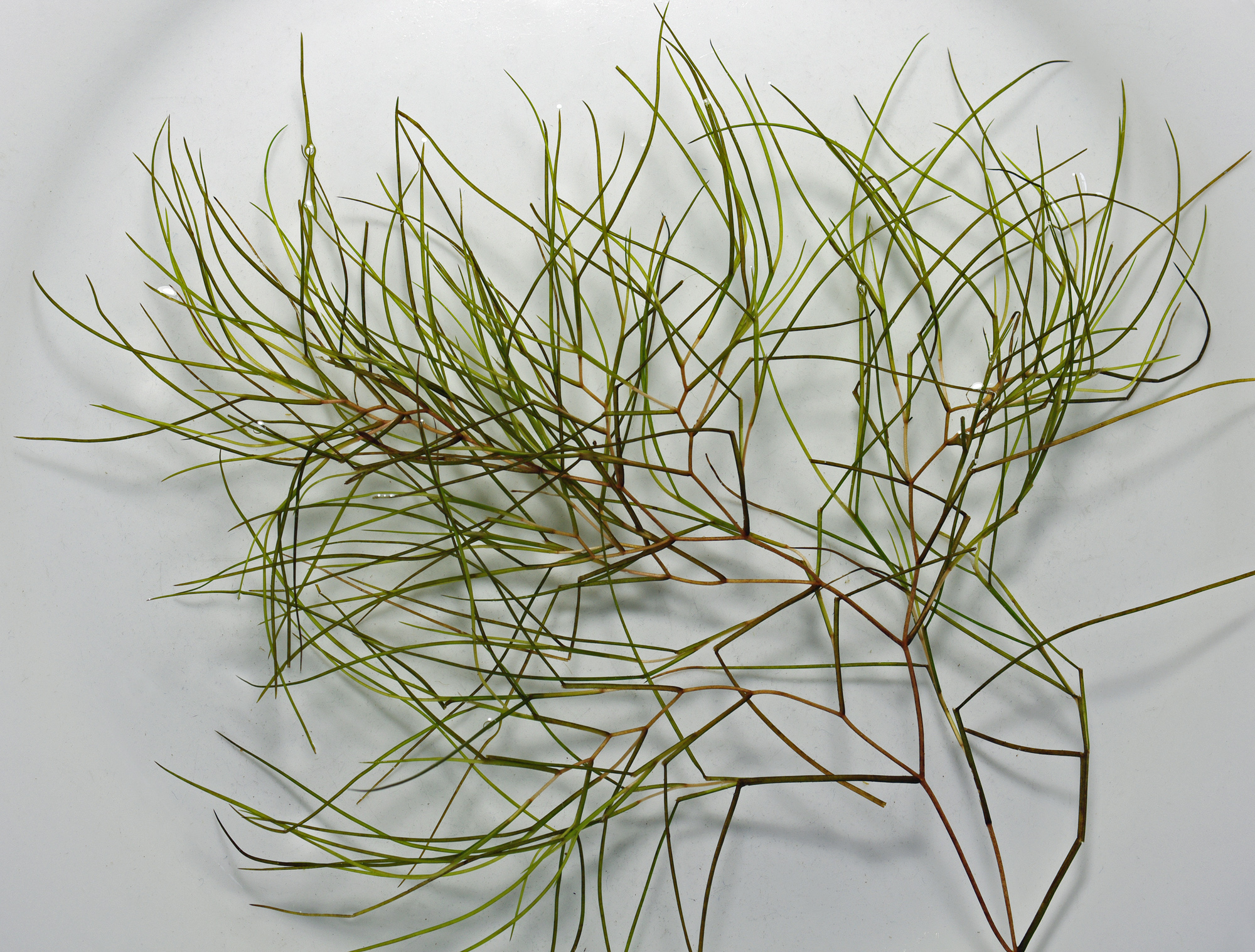
ジグザグの茎と葉
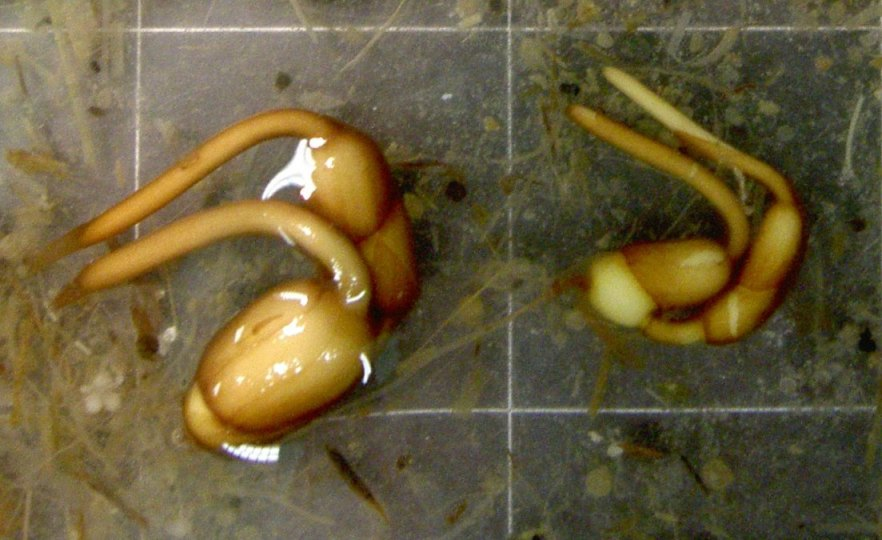
塊根
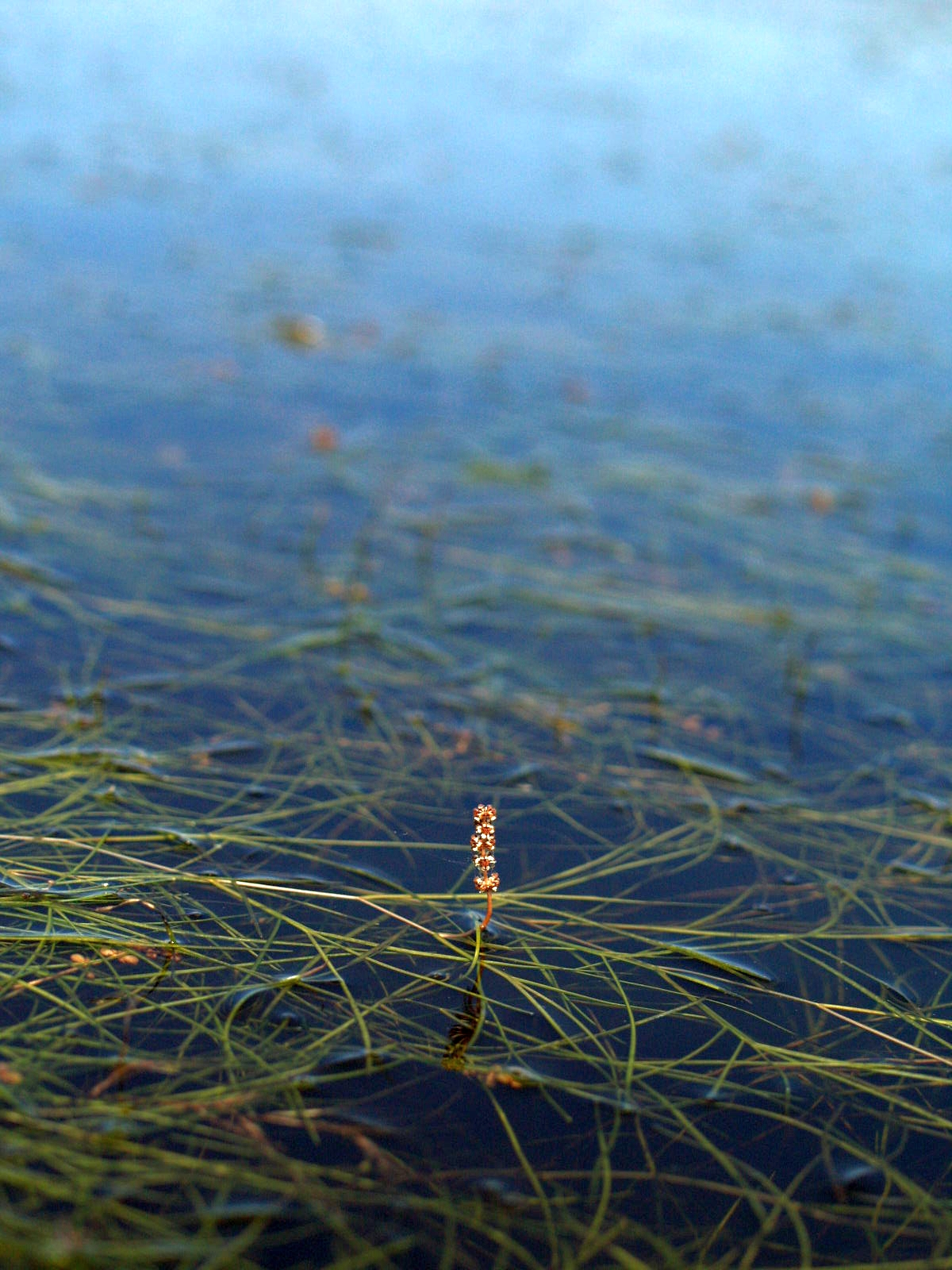